# 傑霍克 (加利福尼亞州)
傑霍克（英語：Jayhawk）是位於美國加利福尼亞州埃爾多拉多縣的一個非建制地區。該地的面積和人口皆未知。

## 地理
傑霍克的座標為38°43′53″N 120°57′59″W / 38.73139°N 120.96639°W，而該地的平均海拔高度為354米（即1161英尺）。